# إراستوس هاسي
إراستوس هاسي هو صحفي وسياسي أمريكي، ولد في 1800، وتوفي في 21 يناير 1889. نشط حزبياً في الحزب الجمهوري. وقد انتخب عضو مجلس ولاية ميشيغان ‏ وانتخب عضو مجلس نواب ميشيغان ‏.